# Elatostema biglomeratum
Elatostema biglomeratum är en nässelväxtart som beskrevs av Wen Tsai Wang. Elatostema biglomeratum ingår i släktet Elatostema och familjen nässelväxter. Inga underarter finns listade i Catalogue of Life.